# Hugo Becker
Pour les articles homonymes, voir Becker et Hugo Becker (compositeur).
Hugo Becker est un acteur et réalisateur français, né le 13 mai 1986 à Metz.

## Biographie

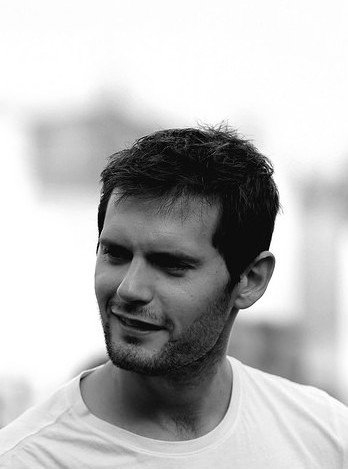
Hugo Becker au Festival de la Fiction TV à La Rochelle en 2015.

Hugo Becker fréquente le conservatoire à rayonnement régional de Lille puis est diplômé du cours Florent (prix Olga-Hörstig) et de la Royal Academy of Dramatic Art. Hugo fait partie de la promotion des Jeunes Talents Cannes en 2010. Cette même année, il fait ses débuts à l'écran avec une variété de rôles. Il incarne un jeune homme politique dans L'Assaut dirigé par Julien Leclercq, un auto-stoppeur alcoolique dans La Proie réalisé par Éric Valette, un étudiant dans Ma première fois de Marie-Castille Mention Schaar, ou encore un jeune homme d'affaires dans La Croisière de Pascale Pouzadoux. On peut aussi le voir dans deux émissions télévisées policières françaises dans lesquelles il joue un criminel et un jeune détenu.
En 2010, il tourne pour la télévision américaine, incarnant Louis Grimaldi, prince de Monaco, dans la série Gossip Girl. Il signe pour deux épisodes dans la quatrième saison, le tournage se déroule à Paris. Plus tard, il reprend son rôle mais signe cette fois pour vingt épisodes. Le tournage se déroule à New York.
En 2011, il est l'un des rôles principaux du film Damsels in Distress dirigé par Whit Stillman (nommé aux Oscars pour son film Metropolitan). Il tourne à New York aux côtés de Greta Gerwig et Adam Brody. Le film clôture le 68e festival du film de Venise et a été sélectionné au Festival du film de Toronto.
En 2012, Hugo interprète Antoine Lavoisier dans le docu-fiction américain Mystery of Matter dirigé par M. Meyer. Il fait partie du prochain projet de Drake Doremus (festival de Sundance pour Like Crazy aux côtés de Guy Pearce (Memento) et Felicity Jones et est annoncé dans la distribution de la série télévisée Jo, avec Jean Reno.
Il est également lecteur du livre audio Chroniques martiennes, de Ray Bradbury, pour les éditions Thélème, il a été sélectionné par le Prix de la Plume 2013.
En 2013, Hugo interprète Isaac Dreyfuss, star de football impliquée dans une affaire terroriste, pour deux unitaires d'une série BBC.
En 2014, il tient le rôle de Romain dans les 6 épisodes de la mini-série Chefs aux côtés de Clovis Cornillac pour lequel il reçoit le Prix Adami du meilleur espoir masculin au festival de Luchon,.
En 2015, il joue le rôle principal dans la série française de douze épisodes intitulée Au service de la France, écrite par Jean-François Halin, pour Arte,,, où il incarne André Merlaux, jeune recrue des services secrets français, en 1960.
En 2016, il joue Cyril Balsan, assistant parlementaire, dans la série télévisée Baron noir aux côtés de Niels Arestrup, Kad Merad et Anna Mouglalis. Il commence aussi le début d'année en Espagne avec un des rôles principaux de la série Bajo Sospecha diffusée sur Antena 3 ; il joue en espagnol le rôle d'un policier infiltré sur les traces d'une disparue au sein d'un hôpital à Madrid, il fait équipe avec Yon González et Lluís Homar. Au cinéma, il obtient le rôle de Guillaume dans la comédie Un jour mon prince de Flavia Coste.
En 2018, il tourne dans Paradise Beach de Xavier Durringer aux côtés de Sami Bouajila, Kool Shen, Seth Gueko, Tewfik Jallab. Et dans Jusqu'ici tout va bien de Mohamed Hamidi avec Gilles Lellouche, Malik Bentalha et Sabrina Ouazani.
En 2019, il incarne le rôle principal de la série Osmosis, avec Agathe Bonitzer et au cinéma dans Döner de Jean-Luc Herbulot.
En 2020, il tourne dans Leonardo, une série Amazon Prime Video, aux côtés d'Aidan Turner et Freddie Highmore. Il apparait aussi dans la saison 4 de Dix pour Cent.
En 2021, il incarne Paul Gallo dans la série de Je te promets, adaptation de la série américaine This is us. La série est diffusée sur TF1. Il tient son premier rôle principal au cinéma dans Le Dernier Voyage de Romain Quirot. Il s’agit d’un long-métrage de science-fiction poétique dans lequel il joue un astronaute fugitif aux côtés de Jean Reno, Philippe Katerine, Paul Hamy, Lya Oussadit Lessert, Jean-Luc Couchard, Bruno Lochet. Le film a remporté le prix Méliès de la meilleure œuvre au Festival de Sitges, et a notamment été en sélection officielle au Festival de Saint-Sébastien.
En 2023, il incarne François Athanase Charette, tête d'affiche de Vaincre ou mourir, premier film du Puy du Fou Films sur la guerre de Vendée. Il confie avoir été fasciné par ce personnage méconnu de l'histoire de France.
Hugo Becker est aussi annoncé dans Tempête, le prochain film de Christian Duguay, aux côtés de Mélanie Laurent et Pio Marmaï. Et il décroche le rôle principal du film Pilote de Paul Doucet.
Hugo Becker parle couramment anglais et espagnol.
Depuis 2014, il est l'un des producteurs de Nouvelle Donne Productions.
En août 2023, il participe à la série audio réalisée par Orson Production X BLYND "Jacques à dit" dans le rôle de Jacques aux côtés de Caroline Proust et Dominique Daguier.
En 2024, il joue le journaliste Rambert dans la mini-série La Peste d'Antoine Garceau, adaptée du roman d'Albert Camus et diffusée sur France 2.

## Filmographie

### Cinéma

#### Longs métrages
- 2010 : Toutes les filles pleurent de Judith Godrèche
- 2010 : L'Assaut de Julien Leclercq : Leroy
- 2011 : La Proie d'Éric Valette : Guillaume, l'étudiant auto-stoppeur
- 2011 : La Croisière de Pascale Pouzadoux : Alex
- 2011 : Damsels in Distress de Whit Stillman : Xavier
- 2012 : Ma première fois de Marie-Castille Mention-Schaar : Antoine
- 2013 : Défendu (Breathe In) de Drake Doremus : Clément
- 2016 : Un jour mon prince de Flavia Coste : Guillaume
- 2017 : 74 Minutes de Daniel O'Hara
- 2017 : La Nuit juste avant les forêts de lui-même : l'homme
- 2019 : Paradise Beach de Xavier Durringer : Franck
- 2019 : Jusqu'ici tout va bien de Mohamed Hamidi : Mike
- 2020 : Le Dernier Voyage de Romain Quirot : Paul W. R.
- 2022 : Tempête de Christian Duguay : Pierre
- 2022 : The Pilot (Pilote) de Paul Doucet : Daniel
- 2022 : Pour la France de Rachid Hami : David
- 2023 : Vaincre ou mourir de Vincent Mottez et Paul Mignot : François Athanase Charette
- 2023 : Apaches de Romain Quirot : Bel Œil
- 2024 : Maria de Jessica Palud : le réalisateur
- 2024 : Ici et là-bas de Ludovic Bernard
- Prévu pour 2025 : La Bonne étoile de Pascal Elbé

#### Courts métrages
- 2010 : La Mariée n'est pas qu'une marchande de frites de Flavia Coste : Guillaume
- 2013 : Hybris de Florent Cassiani-Ingoni : Guillaume
- 2013 : Le Pont de l'ange[14] de Laurent Helas et Christophe Ribolzi : Antoine
- 2014 : L'Autostoppeur de Boris Vian de Julien Paolini : l'autostoppeur
- 2014 : F.A.N de lui-même : Thomas
- 2014 : La Dernière virée de Cyril Manzini : Alexandre
- 2015 : Le Dernier voyage de l'énigmatique Paul WR de Romain Quirot : Paul WR
- 2016 : City of Lost Love d'O'ar Pali et Pierre Perrier : Thibault
- 2016 : 1971, MotorCycle Heart de Stéphanie Varela : Christian Ravel
- 2020 : Quand on est en garde alternée[15] sketch du Palmashow
- 2023 : Les Grands hommes de Quentin Elles : Sylvain

### Télévision
- 2010-2012 : Gossip Girl : Louis Grimaldi de Monaco (saison 4 et saison 5)
- 2011 : Julie Lescaut de Christophe Barbier : Thierry Bouvier (saison 20, épisode 3 : La Mariée du Pont-Neuf)
- 2011 : R.I.S. Police scientifique de Jean-Marc Thérin : Emmanuel (saison 6, épisode 3 : Requiem assassin)
- 2013 : Jo : Eddy (épisodes 3 : Concorde et 8 : Les Catacombes)
- 2014 : Affaires non classées : Isaac Dreyfuss (saison 17, épisodes 1 et 2)
- 2014 : Collection Mary Higgins Clark, la reine du suspense d'Arnaud Sélignac : Mathieu Delmas (épisode Où es-tu maintenant ?)
- 2015-2016 : Chefs d'Arnaud Malherbe : Romain
- 2015 : Mystère à l'Opéra de Léa Fazer : Paul Santerre
- 2015-2018 : Au service de la France d'Alexandre Courtès : André Merlaux
- 2016 : Bajo sospecha de Jorge Torregrossa : Alain Julliard[10]
- 2016-2020 : Baron noir de Ziad Doueiri et Antoine Chevrollier : Cyril Balsan
- 2018 : Tu vivras ma fille de Gabriel Aghion : Simon Laffargue
- 2018 : La Mort dans l'âme de Xavier Durringer : Tristan Delmas
- 2018 : Deux gouttes d'eau de Nicolas Cuche : Antoine & Tom
- 2019 : Osmosis : Paul Vanhove
- 2020 : Dix pour cent de Marc Fitoussi : Eric, le producteur (saison 4, épisode 1 : Charlotte)
- 2021 : Leonardo de Daniel Percival (en) : Florice
- 2021-2023 : Je te promets d'Arnaud Sélignac et Renaud Bertrand : Paul
- 2022 : Dans ma tête : démarcheur
- 2022 : Diane de Poitiers de Josée Dayan : Henri II
- 2024 : Cette nuit-là de Myriam Vinocour : Arnaud Fresnel
- 2024 : The New Look de Todd A. Kessler : Hervé (épisode 1)
- 2024 : La Peste d'Antoine Garceau : Sylvain Rambert
- 2024 : ConcordIA de Barbara Eder : Alexandre
- 2025 : Tout le bleu du ciel de Maurice Barthélemy : Émile
- 2025 : Montmartre de Louis Choquette
- 2025 : Les Disparues de la gare de Virginie Sauveur : Franck Vidal

### Clips
- 2014 : Le Soldat de Florent Pagny
- 2019 : Free Like a Bird de Chuck Wonderland [16] : lui-même

### Publicités
- 2011 : Cartier, rue du Faubourg Saint-Honoré pour Cartier [17]
- 2019 : Nouveau Nissan Juke pour Nissan [18]

### Doublage
- 2016 : Nocturnal Animals : Ray Marcus (Aaron Taylor-Johnson)
- 2018 : BlacKkKlansman : J'ai infiltré le Ku Klux Klan : Walter Breachway (Ryan Eggold)
- 2018 : Seule la vie... : Will Dempsey (Oscar Isaac)

### Réalisation

#### Clips
- 2011 : Les Cours des lycées - Damien Saez [19]
- 2012 : Et si - Shy'm [20]
- 2014 : Homeless - Marina Kaye

#### Longs métrages
- 2017 : La Nuit juste avant les forêts (entré en collection de la Cinémathèque française)

#### Courts métrages
- 2013 : F.A.N
- 2014 : On verra bien si on se noie
- 2015 : Campagne nationale pour les pompiers volontaires (Ministère de l'intérieur)
- 2018 : Nico
- 2023 : Mukbanger (Talents Cannes Adami)

## Théâtre
- 2016 : La Nuit juste avant les forêts de Bernard-Marie Koltès, mise en scène Paul-Émile Fourny, Opéra-théâtre de Metz Métropole
- 2018 : Amadeus de Peter Shaffer, mise en scène Paul-Émile Fourny, Opéra national de Lorraine : Mozart
- 2019 : Roberto Zucco de Bernard-Marie Koltès, mise en scène Paul-Émile Fourny, Opéra-théâtre de Metz Métropole
- 2019 : Le Cas Eduard Einstein de Laurent Seksik, mise en scène Stéphanie Fagadau, Comédie des Champs-Élysées
- 2022 : Variations énigmatiques d'Éric-Emmanuel Schmitt, mise en scène Paul-Émile Fourny, Opéra-théâtre de Metz

## Distinctions
- Festival de Cannes 2010 : Jeune Talent Cannes Adami
- Festival des créations télévisuelles de Luchon 2015 : Prix du meilleur espoir masculin pour Chefs
- Lauriers de l'audiovisuel 2018 : Laurier de la fiction pour Deux gouttes d’eau
- Festival de Cognac 2018: Prix du polar pour La Mort dans l'âme